# Bernart de la Barta
Bernart de la Barta (fl....1229...) fou un trobador occità. Se'n conserven quatre composicions.

## Vida
No es té cap vida ni documents d'arxiu que ens informin sobre aquest trobador. S'ha de suposar que era originari d'un lloc anomenat La Barta, però aquest tipus de topònim és abundant a Occitània i tampoc no permet identificar millor el trobador. De les quatre peces que s'han conservat, dues són peces dialogades amb altres trobadors però tampoc no són útils per establir la identitat de Bernart. El sirventès sí que ha estat datat de 1229 perquè és un atac contra el tractat de Meaux, pel qual Raimon VII de Tolosa es rendí a Lluís IX de França, posant fi a la croada contra els albigesos. Bernart defensa que una pau ha de ser justa i que la pau dels francesos i els clergues no és justa amb Raimon.

## Obra
- (25,1a = 58,1)[1] Bernart de la Barta, ⋅l chausit (partiment amb un Arnaut)
- (58,2 =227,7) Bernart de la Bart' ancse'm platz (partiment amb Guilhem Peire de Cazals)
- (58,3) Eu non cugei a trestot mon viven (ms. Dc) / Ja no degra mais a tot [mon] viven (ms. F) (sirventès, conservat fragmentàriament)
- (58,4) Foilla ni flors, ni chautz temps ni freidura (sirventès)

### Repertoris
- Alfred Pillet / Henry Carstens, Bibliographie der Troubadours von Dr. Alfred Pillet […] ergänzt, weitergeführt und herausgegeben von Dr. Henry Carstens. Halle : Niemeyer, 1933 [Bernart de la Barta és el número PC 58]